# 2003년 6월
| 2003년: 1월 · 2월 · 3월 · 4월 · 5월 · 6월 · 7월 · 8월 · 9월 · 10월 · 11월 · 12월 |

| <          | 2003년 6월  | 2003년 6월 | 2003년 6월 | 2003년 6월 | 2003년 6월 | >          |
| 일         | 월          | 화         | 수         | 목         | 금         | 토         |
| 1 5.2 을사 | 2 3 병오    | 3 4 정미   | 4 5 무신   | 5 6 기유   | 6 7 경술   | 7 8 신해   |
| 8 9 임자   | 9 10 계축   | 10 11 갑인 | 11 12 을묘 | 12 13 병진 | 13 14 정사 | 14 15 무오 |
| 15 16 기미 | 16 17 경신  | 17 18 신유 | 18 19 임술 | 19 20 계해 | 20 21 갑자 | 21 22 을축 |
| 22 23 병인 | 23 24 정묘  | 24 25 무진 | 25 26 기사 | 26 27 경오 | 27 28 신미 | 28 29 임신 |
| 29 30 계유 | 30 6.1 갑술 |            |            |            |            |            |

| 편집하기 |

## 2003년6월 26일
- 룩셈부르크에서 유럽 연합 농업 장관 회의가 공통농업정책을 주제로 하여 개최되다.

## 2003년6월 24일
- 블라디미르 푸틴 러시아 대통령이 영국을 국빈 방문하다. 러시아의 국가원수로서는 1844년의 니콜라이 1세 이래로 159년 만의 영국 방문이다.

## 2003년6월 21일
- 하마스의 지도자 압달라 카와스메(Abdallah Kawasmeh)가 요르단강 서안 지구에서 이스라엘군에 피격되어 사망했다.

## 2003년6월 13일
- 체코에서 유럽 연합 가입을 묻는 국민 투표가 실시되다. 55.2%의 투표율을 보였고, 77.3%가 찬성하였다.

## 2003년6월 11일
- 예루살렘에서 자살 폭탄 테러로 17명이 사망했다.

## 2003년6월 7일
- 7일부터 8일까지 폴란드에서 유럽 연합 가입을 묻는 국민 투표가 실시되다. 58.6%의 투표율을 보였고, 78.3%가 찬성하였다.

## 2003년6월 6일
- 노무현 대통령, 일본을 공식 방문하다.

## 2003년6월 4일
- 라오스의 먀오족 주거지역을 취재하던 프랑스인 기자 2명, 벨기에인 기자 1명과 통역이 체포되다. 이들은 6월 30일에 징역 15년을 선고받았다.

## 2003년6월 1일
- 프랑스의 에비앙 레 뱅(fr)에서 G8 확대정상회의가 1일부터 3일까지 열리다. 한편 이에 대항하여 제네바와 안마스(fr) 등지에서 10여만명이 세계화와 신자유주의를 반대하며 시위를 벌이다.